# Phaonia luculenta
Phaonia luculenta är en tvåvingeart som beskrevs av Fang och Fan 1993. Phaonia luculenta ingår i släktet Phaonia och familjen husflugor.
Artens utbredningsområde är Yunnan (Kina). Inga underarter finns listade i Catalogue of Life.